# 禹姓
禹姓，是汉字姓氏之一，在《百家姓》中排名第107位。在目前中国大陆的姓氏排行榜上未列入百家姓前三百位，在台湾则名列第三百五十八位，多以琅琊、陇西为郡望。如今部分禹氏族人依然保留有参加大禹祭祀的习俗。

## 起源
禹姓主要有源于姒姓、源于妘姓、源于回族、源于满族、源于蒙古族等五种说法。汉族禹姓后人一般尊夏禹为禹姓或鄅子为得姓始祖。
1. 源于姒姓，出自远古“三皇”之一的帝王大禹，属于以先祖名字为氏。大禹为中国古代部落联盟领袖，是历史上“三皇”之一，亦称大禹、夏禹、戎禹。但是姒姓后代何时、因何事演变成禹姓，尚且无历史资料可考。唯一可以参考的资料是清光绪元年(公元1875年)所修《祀禹录》中的大禹家谱。其中记载了从大禹开始，到禹的一百四十一世后裔期间姒姓在浙江绍兴会稽山数千年的繁衍过程。如今在绍兴市，姒姓后裔大约有一百五十户人家，四百多人。他们当中的大部分姒姓后裔，主要聚居在大禹陵附近禹陵乡的禹陵村。目前，绍兴市禹陵乡禹陵村大禹世系已传经四千多年。禹陵村姓姒的人家有一百多户，人口有三百多人，其中最小的辈分是一百四十五代。
2. 源于妘姓，出自西周时期楚国附庸国鄅国，属于以国名为氏。鄅国，子爵，是周公旦所封的夏后氏之裔的封国。地理位置在今山东省临沂市城北八公里处的南坊镇古城村一带。春秋晚期的周敬王姬丐二十七年，鲁哀公发动攻击邾国之战，邾国战败，鲁国顺带吞并了曾一度被邾国占领的鄅国“沂西之田”，同时鄅国也被鲁国吞灭。鄅国灭亡后，在鄅子的后代子孙中，有以故国名为姓氏者，称鄅氏，后来去邑为禹，以念亡国，称禹氏，世代相传至今。
3. 源于回族，属于汉化改姓为氏。回族禹氏，据清咸丰六年(公元1856年)安康禹氏后嗣为其始祖所立墓碑记载：“始祖禹开云，系西安府渭南人也。清顺治年间，跋山涉水，来到兴郡安邑(今陕西安康)，住在梅子铺东、越河西岸(今越岭关)。”主要分布在中国陕西省安康市的恒口地区。
4. 源于满族，属于汉化改姓为氏。据史籍《皇朝通志·氏族略·满洲八旗姓》记载：满族伊拉哩氏，亦称伊里氏、伊拉礼氏、伊喇立氏，满语为Ilari Hala，汉义“开”，世居乌喇(今吉林永吉)、叶赫(今吉林梨树)、蜚优城(今吉林珲春三家子乡高丽城村)、伊罕阿林城(今吉林市东北十五公里处)、松花江等地。后有锡伯族引为姓氏者。满族、锡伯族伊拉哩氏，在清朝中叶以后多冠汉姓为禹氏、伊氏、何氏、赵氏、尼氏、潘氏、苏氏、许氏、岳氏、仉氏、柏氏、樊氏、郝氏、靳氏、李氏等。
5. 源于蒙古族，属于汉化改姓为氏。据史籍《皇朝通志·氏族略·蒙古八旗姓》记载：蒙古族禹尔氏，世居阿鲁科尔沁(今内蒙古东部通辽地区、吉林西部一带)。后有满族引为姓氏者，满语为Yur Hala。清朝中叶以后，蒙古族禹尔氏多冠汉姓为禹氏，满族禹尔氏多冠汉姓为姚氏，皆世代相传至今。禹儿乞氏，亦称珠尔奇特氏、主儿乞氏、主儿勤氏、月儿斤氏、朱日其德氏，源出蒙古东方三部落之一，为成吉思汗四世祖合布勒长子斡勤巴儿合黑所建。但日本学者和田清则认为其本为女真族人，满语为Jurkit Hala，世居地待考，清朝中叶以后多冠汉姓为禹氏、康氏、朱氏等。

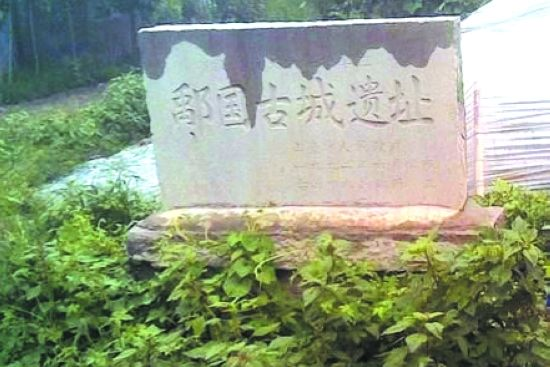
山东临沂鄅国遗址

## 迁徙分布
禹氏人口总数在中国未进入前三百大姓，在宋版《百家姓》中排序为第107位。在2013年人口统计中排305位。禹氏族人早先在陇西郡发展成望族，世称陇西望。后迁徙至东亚各地。
- 据湖南邵东《团山禹氏族谱[1]》记载，该支禹氏始迁祖太白公自西晋咸宁年间（公元275年）由江西泰和迁徙至湘中邵邑。经过一千多年的繁衍发展，子孙遍布湖湘川黔等地。辛亥革命先驱禹之谟是团山禹氏56代孙。
- 据历史文献《陇西堂禹氏族谱[2]》记载，元朝末年，禹氏族人一支从江苏苏州阊门外禹家巷迁兴化东乡（戴窑北侧两公里一带），后逐渐形成禹庄自然村落。到了明永乐年间（公元1403～1424年），禹氏家族遭难，全村禹姓几乎灭绝。幸存一禹姓六岁男孩因急中生智躲在量米的笆斗里，才逃过劫难。因此禹氏小孩被唤作禹斗宝，在其舅母抚育下成人。因此，禹斗宝被后人奉为始祖（中兴始祖）。到了明朝中期，禹庄禹氏家族开始兴旺，其后裔中的禹龙（字子化）擅长诗文，与“状元宰相”李春芳、文学家宗臣过从甚密，留下许多传世之作。到了清朝末年，禹氏家族第九世中产生了一位光前裕后的人物即著名肖像人物画大师禹之鼎，从而使该家族令世人瞩目。
- 据《河南荥阳禹氏族谱》记载，该支禹氏始迁祖闻政公于明宣德年间（1429年），由浙江余姚江桥村迁徙到河南汜水虎牢关，至今已传至22世。
- 据韩国《丹阳禹氏族谱》记载，始迁祖禹玄在从中国东渡到丹阳定居，高丽(고려)是中国元朝时期的行政省之一，全称为“征东行中书省”。禹玄在1014年（高丽玄宗5年）中了进士，任正朝户长，追增为门下侍中平章事。

其中，湖南团山禹氏族谱中关于生活在中国南部地区的禹姓人口记载甚为详细。而且根据县志和人口普查资料，可以基本确定湖南团山禹氏族群是目前中国南部最大的禹姓族群。其中有很多祖籍团山的禹姓人士迁徙到四川，是当时湖广填四川的记录，大概有一百三十余家，但没有明确是官迁还是民迁，仅笼统地在团山禹氏族谱中记录某某迁四川。然而团山禹氏族人每次修谱都设法联系四川等地的外迁族人，据记载初修谱曾经送达四川，四修谱成后特地预留一部族谱送往四川以供查阅。
截至2017年，在中国江苏的阜宁县，甘肃省的古浪县，湖南省的双峰县、邵东县崇山铺、团山镇，河南省的泌阳市、滑县、柘城市、荥阳市汜水县，云南省的通海县、昌宁县，安徽省的和县、砀山县、萧县芦屯村，浙江省宁波市余姚梁弄镇，贵州省的黎平县、兴仁县，重庆市的永川县，山东省的莱州市、临沂市西南庄村、小郝埠村、蒙阴县、泰安市岱岳区、禹城市，四川省的宜宾市，湖北省的钟祥市，广西壮族自治区的崇左县，辽宁省的新民市，河北省阳原县，韩国的丹阳郡等地，均有禹氏族人分布。

## “禹氏”与“宇文氏”的争议
湖南邵东团山禹氏族谱作为现在中国涵盖禹姓族人最广、编纂历史最久的禹氏家谱曾受到过来自各方的考证和质疑。在《团山禹氏五修族谱》中就有摘录前人的质疑：
“或有难之者曰：‘考邵邑各著姓，多来自明，其谱有至五修、六修、七修者矣。禹居团山，来自西晋，历年一千七百二十余载，传系六十世，更朝一十六代，而谱方四修，抑何相反若此以为疏耶？……不几令人以来自西晋为无据乎？指为冒妄，则西晋禹氏，实非豪门贵胄；指为攀援，则所祖太白，亦非名公巨卿，究竟原委若何？愿闻其说。’”
来自贵州省贵州酒文化博物馆的禹明则进一步认为：
1. 宋朝人郑樵作《通志·氏族略》中有言：“夏禹的后人以‘禹’为姓。” 清朝初年王相著《百家姓考略》时，根据宋朝人著的《广韵》一书中“禹”、“鄅”二字的读音，说：“禹，陇西郡，系出妘姓。云、梦之间有‘鄅国’，为楚附庸，后去邑为氏。”前者并没有严明禹氏的郡望在哪里，后者说鄅国在‘云、梦之间’（现在湖南湖北一带），是不可能的。因为根据《左传》和《临沂县志》记载鄅国在今天山东省临沂市，与湖南湖北相去甚远，且今山东省临沂市城北8公里处的南坊镇古城村还有鄅国故都遗址（1992年6月，被山东省人民政府公布为“省级文物保护单位”），是为实证。
2. 禹姓《族谱》中的“祖籍江西”说和禹永元《墨帙》中的“禹姓来自鄅国”说以及“江西迁邵东”说等，存在重要纰漏：江西在历史上称“江右”，不是“江左”。“江西”和“吉州”作为行政建置和地域名称是隋、唐以后才出现的，并非“西晋咸宁年间”就有这两个地名。因此禹永元《墨帙》中说“太白公于西晋咸宁年间，由江西吉州之泰和（县）迁邵东”一事存在疑问。
3. “禹姓”作为一个新的姓氏是明朝开始才在全国大范围出现的，主要是由陇西的“宇文”氏族演变而来。历史上的夏禹和《汉书·西南夷传》记载的“鉤町王禹”中的“禹”字都只是人名，并非姓氏。至于网上公布的“南北朝时常州刺使禹万城”和金代“义胜军节度使禹显”一事。“常州”是隋朝开皇九年才新设置的州名，不是“南北朝时”。唐代仍设置常州。隋初和唐代在地方上均设置“刺史”一职，禹万城任常州刺史应是隋朝初年的事。禹万城可能是为了自身的政治前途，为避免隋朝统治者的歧视而由宇文改姓禹的。而禹显也同样可能是宇文泰的嫡传子孙，北周政权丢失后迁回北方的。两个禹姓人名的出现时间，正是北周政权消亡，宇文氏族人皇权失落后的敏感时期，由此可知，由于禹显一支可能为宇文氏族人后裔，因此目前出版的《百家姓》中，有的就将“禹显”的郡籍作为“宇文”氏族人的郡籍，称“太原郡”。
4. 因为朱明王朝严禁“胡姓和胡服”。而“宇文”是北方鲜卑民族复姓，是朱明王朝禁用的“胡姓”之一，因此从明朝初年开始，鲜卑宇文复姓通改为单姓的“禹”，以夏朝的“大禹”为崇拜，故以他为姓氏。从此，“宇文”复姓从历史上消失。禹明根据网上公布的河南泌阳和江苏苏州两地禹姓族人“在明朝初年遇难”一事中可以发现一条信息，就是朱明王朝对于宇文族人不愿改从单姓的，还采取了“灭族”的强制手段。贵州习水土城禹氏《族谱》中也有“…洪兵赶散…”之说，“洪兵”暗指“朱洪武”的兵，这条信息同样证明朱元璋对宇文氏族人改姓采取强制手段。而且 “宇文”作为中国历史上很有影响的复姓之一，在明朝之后消失殆尽的现象也可以为之佐证。明代改姓后的禹姓人留在四川地区的有仁寿知县禹祥和万历时四川总戎指挥使禹嘉绩。

对于这些疑问，禹氏族人、网民‘木头车’做出了分析认为把“宇文氏”当做“禹氏”的改姓祖先是不恰当的，因为：
1. 贵州省等地禹氏《族谱》中有相关的‘宇文氏’记载，并不见于全国其他‘禹氏’族谱中的记载。黔北土城禹姓族源是否属于宇文氏，尚无定论。而且即便黔北土城禹姓族源属宇文氏，也不能以偏概全，把全国其他禹姓都说成是宇文氏的后裔。
2. 禹姓至少从宋代就开始存在，因为宋版的《百家姓》中禹姓已排在107位。所谓“禹氏是从明朝开始才在全国大范围出现的”的结论是很站不住脚的。“团山禹氏族谱”更是引用了南宋著名姓氏学者邓名世的学术成果：《汉书》中的“萭章”可能就是“禹章”。
3. 关于之前质疑团山禹氏族谱延绵千年而不中断的记录，木头车指出在族谱中已有言明：之前的族谱关系并非杜撰，而是有着祖遗谱——缮修谱——印修谱（一修谱——二修谱——三修谱——四修谱）的明确继承关系。之所以从简，有图无表，人徒存名，齿不多录者，必因当日避乱，为携带及隐藏计，近详远略，不得已而如是删录。而且西晋禹氏实非豪门贵胄，如果意在攀援，则所祖太白亦非名公巨卿，也是不合理的质疑。
4. 从客观的角度而言，族谱中的错误肯定是有的。例如江西等地的地名，可能是在族谱的记载传承过程中，使用了编撰当时比较让人容易理解的地方名称而不是用古称。但这并不构成全盘否定禹氏族谱的理由。

## 延伸阅读
[在维基数据编辑]
 《百家姓》
 《欽定古今圖書集成·明倫彙編·氏族典·禹姓部》，出自陈梦雷《古今圖書集成》